# Cloroidroxifenilglicina
Cloroidroxifenilglicina, 2-cloro-5-hidroxifenilglicina ou CHPG é um agonista dos receptores metabotrópicos de glutamato, específico para mGluR5.
É capaz de potencializar diretamente a despolarização dos neurônios CA1 do hipocampo através da administração de NMDA.